# Olimpiai érmesek listája tornában (férfiak)
Ez a lap a férfi olimpiai érmesek listája tornában 1896-tól 2012-ig.

## Éremtáblázat
(A táblázatokban Magyarország és a rendező nemzet sportolói eltérő háttérszínnel, az egyes számoszlopok legmagasabb értéke vagy értékei vastagítással kiemelve.)
| A nyári olimpiai játékok összesített éremtáblázata férfi tornában | A nyári olimpiai játékok összesített éremtáblázata férfi tornában | A nyári olimpiai játékok összesített éremtáblázata férfi tornában | A nyári olimpiai játékok összesített éremtáblázata férfi tornában | A nyári olimpiai játékok összesített éremtáblázata férfi tornában | Olimpia  |
| ----------------------------------------------------------------- | ----------------------------------------------------------------- | ----------------------------------------------------------------- | ----------------------------------------------------------------- | ----------------------------------------------------------------- | -------- |
|                                                                   | Ország                                                            | Arany                                                             | Ezüst                                                             | Bronz                                                             | Összesen |
| 1.                                                                | Szovjetunió (URS)                                                 | 38                                                                | 39                                                                | 17                                                                | 94       |
| 2.                                                                | Japán (JPN)                                                       | 30                                                                | 33                                                                | 31                                                                | 94       |
| 3.                                                                | Egyesült Államok (USA)                                            | 22                                                                | 21                                                                | 20                                                                | 63       |
| 4.                                                                | Kína (CHN)                                                        | 21                                                                | 12                                                                | 7                                                                 | 40       |
| 5.                                                                | Svájc (SUI)                                                       | 16                                                                | 19                                                                | 13                                                                | 48       |
| 6.                                                                | Olaszország (ITA)                                                 | 14                                                                | 4                                                                 | 9                                                                 | 27       |
| 7.                                                                | Németország (GER)                                                 | 11                                                                | 10                                                                | 13                                                                | 34       |
| 8.                                                                | Finnország (FIN)                                                  | 8                                                                 | 5                                                                 | 12                                                                | 25       |
| 9.                                                                | Magyarország (HUN)                                                | 8                                                                 | 5                                                                 | 4                                                                 | 17       |
| 10.                                                               | Egyesített Csapat (EUN)                                           | 6                                                                 | 4                                                                 | 2                                                                 | 12       |
| 11.                                                               | Oroszország (RUS)                                                 | 5                                                                 | 5                                                                 | 9                                                                 | 19       |
| 12.                                                               | Jugoszlávia (YUG)                                                 | 5                                                                 | 2                                                                 | 4                                                                 | 11       |
| 13.                                                               | Görögország (GRE)                                                 | 4                                                                 | 3                                                                 | 2                                                                 | 9        |
| 14.                                                               | Svédország (SWE)                                                  | 4                                                                 | 1                                                                 | 0                                                                 | 5        |
| 15.                                                               | Csehszlovákia (TCH)                                               | 3                                                                 | 7                                                                 | 9                                                                 | 19       |
| 16.                                                               | NDK (GDR)                                                         | 3                                                                 | 3                                                                 | 11                                                                | 17       |
| 17.                                                               | Ukrajna (UKR)                                                     | 3                                                                 | 1                                                                 | 4                                                                 | 8        |
| 18.                                                               | Franciaország (FRA)                                               | 2                                                                 | 10                                                                | 8                                                                 | 20       |
| 19.                                                               | Bulgária (BUL)                                                    | 2                                                                 | 2                                                                 | 5                                                                 | 9        |
| 20.                                                               | Spanyolország (ESP)                                               | 2                                                                 | 1                                                                 | 0                                                                 | 3        |
| 21.                                                               | Dél-Korea (KOR)                                                   | 1                                                                 | 4                                                                 | 4                                                                 | 9        |
| 21.                                                               | Románia (ROU)                                                     | 1                                                                 | 4                                                                 | 4                                                                 | 9        |
| 23.                                                               | Dánia (DEN)                                                       | 1                                                                 | 2                                                                 | 1                                                                 | 4        |
| 23.                                                               | Norvégia (NOR)                                                    | 1                                                                 | 2                                                                 | 1                                                                 | 4        |
| 25.                                                               | Kanada (CAN)                                                      | 1                                                                 | 1                                                                 | 1                                                                 | 3        |
| 25.                                                               | Lengyelország (POL)                                               | 1                                                                 | 1                                                                 | 1                                                                 | 3        |
| 27.                                                               | Lettország (LAT)                                                  | 1                                                                 | 1                                                                 | 0                                                                 | 2        |
| 28.                                                               | Brazília (BRA)                                                    | 1                                                                 | 0                                                                 | 0                                                                 | 1        |
| 28.                                                               | Egyesült Német Csapat (EUA)                                       | 1                                                                 | 0                                                                 | 0                                                                 | 1        |
| 28.                                                               | Hollandia (NED)                                                   | 1                                                                 | 0                                                                 | 0                                                                 | 1        |
| 28.                                                               | Észak-Korea (PRK)                                                 | 1                                                                 | 0                                                                 | 0                                                                 | 1        |
|                                                                   |                                                                   |                                                                   |                                                                   |                                                                   |          |
| 32.                                                               | Nagy-Britannia (GBR)                                              | 0                                                                 | 2                                                                 | 4                                                                 | 6        |
| 33.                                                               | Belgium (BEL)                                                     | 0                                                                 | 1                                                                 | 1                                                                 | 2        |
| 34.                                                               | Ausztrália (AUS)                                                  | 0                                                                 | 1                                                                 | 0                                                                 | 1        |
| 34.                                                               | Horvátország (CRO)                                                | 0                                                                 | 1                                                                 | 0                                                                 | 1        |
|                                                                   |                                                                   |                                                                   |                                                                   |                                                                   |          |
| 36.                                                               | Fehéroroszország (BLR)                                            | 0                                                                 | 0                                                                 | 4                                                                 | 4        |
| 37.                                                               | NSZK (FRG)                                                        | 0                                                                 | 0                                                                 | 1                                                                 | 1        |
| 37.                                                               | Üzbegisztán (UZB)                                                 | 0                                                                 | 0                                                                 | 1                                                                 | 1        |
|                                                                   |                                                                   |                                                                   |                                                                   |                                                                   |          |
| Összesen                                                          | Összesen                                                          | 218                                                               | 207                                                               | 203                                                               | 628      |

## Torna

### Aktuális versenyszámok

#### Összetett, egyéni
| Olimpia              | Arany                                        | Ezüst                                         | Bronz                                           |
| 1900, Párizs         | Gustave Sandras · Franciaország (FRA)        | Noël Bas · Franciaország (FRA)                | Lucien Démanet · Franciaország (FRA)            |
| 1904, St. Louis      | Julius Lenhart · Egyesült Államok (USA)      | Wilhelm Weber · Németország (GER)             | Adolf Spinnler · Svájc (SUI)                    |
| 1908, London         | Alberto Braglia · Olaszország (ITA)          | Walter Tysall · Nagy-Britannia (GBR)          | Louis Ségura · Franciaország (FRA)              |
| 1912, Stockholm      | Alberto Braglia · Olaszország (ITA)          | Louis Ségura · Franciaország (FRA)            | Serafino Mazzarocchi · Olaszország (ITA)        |
| 1920, Antwerpen      | Giorgio Zampori · Olaszország (ITA)          | Marco Torrès · Franciaország (FRA)            | Jean Gounot · Franciaország (FRA)               |
| 1924, Párizs         | Leon Štukelj · Jugoszlávia (YUG)             | Robert Pražák · Csehszlovákia (TCH)           | Bedřich Šupčík · Csehszlovákia (TCH)            |
| 1928, Amszterdam     | Georges Miez · Svájc (SUI)                   | Hermann Hänggi · Svájc (SUI)                  | Leon Štukelj · Jugoszlávia (YUG)                |
| 1932, Los Angeles    | Romeo Neri · Olaszország (ITA)               | Pelle István · Magyarország (HUN)             | Heikki Savolainen · Finnország (FIN)            |
| 1936, Berlin         | Alfred Schwarzmann · Németország (GER)       | Eugen Mack · Svájc (SUI)                      | Konrad Frey · Németország (GER)                 |
| 1948, London         | Veikko Huhtanen · Finnország (FIN)           | Walter Lehmann · Svájc (SUI)                  | Paavo Aaltonen · Finnország (FIN)               |
| 1952, Helsinki       | Viktor Csukarin · Szovjetunió (URS)          | Hrant Sahinján · Szovjetunió (URS)            | Josef Stalder · Svájc (SUI)                     |
| 1956, Melbourne      | Viktor Csukarin · Szovjetunió (URS)          | Ono Takasi · Japán (JPN)                      | Jurij Tyitov · Szovjetunió (URS)                |
| 1960, Róma           | Borisz Sahlin · Szovjetunió (URS)            | Ono Takasi · Japán (JPN)                      | Jurij Tyitov · Szovjetunió (URS)                |
| 1964, Tokió          | Endó Jukio · Japán (JPN)                     | Viktor Liszickij · Szovjetunió (URS)          | Nem adták ki                                    |
| 1964, Tokió          | Endó Jukio · Japán (JPN)                     | Borisz Sahlin · Szovjetunió (URS)             | Nem adták ki                                    |
| 1964, Tokió          | Endó Jukio · Japán (JPN)                     | Curumi Súdzsi · Japán (JPN)                   | Nem adták ki                                    |
| 1968, Mexikóváros    | Kató Szavao · Japán (JPN)                    | Mihail Voronyin · Szovjetunió (URS)           | Nakajama Akinori · Japán (JPN)                  |
| 1972, München        | Kató Szavao · Japán (JPN)                    | Kenmocu Eizó · Japán (JPN)                    | Nakajama Akinori · Japán (JPN)                  |
| 1976, Montréal       | Nyikolaj Andrianov · Szovjetunió (URS)       | Kató Szavao · Japán (JPN)                     | Cukahara Micuo · Japán (JPN)                    |
| 1980, Moszkva        | Alekszandr Gyityatyin · Szovjetunió (URS)    | Nyikolaj Andrianov · Szovjetunió (URS)        | Sztojan Delcsev · Bulgária (BUL)                |
| 1984, Los Angeles    | Gusiken Kódzsi · Japán (JPN)                 | Peter Vidmar · Egyesült Államok (USA)         | Li Ning · Kína (CHN)                            |
| 1988, Szöul          | Vlagyimir Artyomov · Szovjetunió (URS)       | Valerij Ljukin · Szovjetunió (URS)            | Dmitrij Bilozercsev · Szovjetunió (URS)         |
| 1992, Barcelona      | Vital Scserba · Egyesített Csapat (EUN)      | Hrihorij Miszjutyin · Egyesített Csapat (EUN) | Valeri Belenki · Egyesített Csapat (EUN)        |
| 1996, Atlanta        | Li Hsziao-suang (Li Xiaoshuang) · Kína (CHN) | Alekszej Nyemov · Oroszország (RUS)           | Vital Scserba · Fehéroroszország (BLR)          |
| 2000, Sydney         | Alekszej Nyemov · Oroszország (RUS)          | Jang Vej (Yang Wei) · Kína (CHN)              | Olekszandr Beres · Ukrajna (UKR)                |
| 2004, Athén          | Paul Hamm · Egyesült Államok (USA)           | Kim Deun (Kim Dae-eun) · Dél-Korea (KOR)      | Jang Thejong (Yang Tae-yeong) · Dél-Korea (KOR) |
| 2008, Peking         | Jang Vej (Yang Wei) · Kína (CHN)             | Ucsimura Kóhei · Japán (JPN)                  | Benoît Caranobe · Franciaország (FRA)           |
| 2012, London         | Ucsimura Kóhei · Japán (JPN)                 | Marcel Nguyen · Németország (GER)             | Danell Leyva · Egyesült Államok (USA)           |
| 2016, Rio de Janeiro | Ucsimura Kóhei · Japán (JPN)                 | Oleh Vernyajev · Ukrajna (UKR)                | Max Whitlock · Egyesült Államok (USA)           |

#### Gyűrű
| Olimpia              | Arany                                       | Ezüst                                       | Bronz                                        |
| 1896, Athén          | Joánisz Mitrópulosz · Görögország (GRE)     | Hermann Weingärtner · Németország (GER)     | Pétrosz Perszákisz · Görögország (GRE)       |
| 1900 Párizs          | Nem szerepelt az olimpiai programban        | Nem szerepelt az olimpiai programban        | Nem szerepelt az olimpiai programban         |
| 1904, St. Louis      | Herman Glass · Egyesült Államok (USA)       | William Merz · Egyesült Államok (USA)       | Emil Voigt · Egyesült Államok (USA)          |
| 1908–1920            | Nem szerepelt az olimpiai programban        | Nem szerepelt az olimpiai programban        | Nem szerepelt az olimpiai programban         |
| 1924, Párizs         | Francesco Martino · Olaszország (ITA)       | Robert Pražák · Csehszlovákia (TCH)         | Ladislav Vácha · Csehszlovákia (TCH)         |
| 1928, Amszterdam     | Leon Štukelj · Jugoszlávia (YUG)            | Ladislav Vácha · Csehszlovákia (TCH)        | Emanuel Löffler · Csehszlovákia (TCH)        |
| 1932, Los Angeles    | George Gulack · Egyesült Államok (USA)      | Bill Denton · Egyesült Államok (USA)        | Giovanni Lattuada · Olaszország (ITA)        |
| 1936, Berlin         | Alois Hudec · Csehszlovákia (TCH)           | Leon Štukelj · Jugoszlávia (YUG)            | Matthias Volz · Németország (GER)            |
| 1948, London         | Karl Frei · Svájc (SUI)                     | Michael Reusch · Svájc (SUI)                | Zdeněk Růžička · Csehszlovákia (TCH)         |
| 1952, Helsinki       | Hrant Sahinján · Szovjetunió (URS)          | Viktor Csukarin · Szovjetunió (URS)         | Hans Eugster · Svájc (SUI)                   |
| 1952, Helsinki       | Hrant Sahinján · Szovjetunió (URS)          | Viktor Csukarin · Szovjetunió (URS)         | Dmitro Leonkin · Szovjetunió (URS)           |
| 1956, Melbourne      | Albert Azarján · Szovjetunió (URS)          | Valentyin Muratov · Szovjetunió (URS)       | Takemoto Maszao · Japán (JPN)                |
| 1956, Melbourne      | Albert Azarján · Szovjetunió (URS)          | Valentyin Muratov · Szovjetunió (URS)       | Kubota Maszami · Japán (JPN)                 |
| 1960, Róma           | Albert Azarján · Szovjetunió (URS)          | Borisz Sahlin · Szovjetunió (URS)           | Velik Kapszazov · Bulgária (BUL)             |
| 1960, Róma           | Albert Azarján · Szovjetunió (URS)          | Borisz Sahlin · Szovjetunió (URS)           | Ono Takasi · Japán (JPN)                     |
| 1964, Tokió          | Hajata Takudzsi · Japán (JPN)               | Franco Menichelli · Olaszország (ITA)       | Borisz Sahlin · Szovjetunió (URS)            |
| 1968, Mexikóváros    | Nakajama Akinori · Japán (JPN)              | Mihail Voronyin · Szovjetunió (URS)         | Kató Szavao · Japán (JPN)                    |
| 1972, München        | Nakajama Akinori · Japán (JPN)              | Mihail Voronyin · Szovjetunió (URS)         | Cukahara Micuo · Japán (JPN)                 |
| 1976, Montréal       | Nyikolaj Andrianov · Szovjetunió (URS)      | Alekszandr Gyityatyin · Szovjetunió (URS)   | Dănut Grecu · Románia (ROU)                  |
| 1980, Moszkva        | Alekszandr Gyityatyin · Szovjetunió (URS)   | Alekszandr Tkacsov · Szovjetunió (URS)      | Jiří Tabák · Csehszlovákia (TCH)             |
| 1984, Los Angeles    | Gusiken Kódzsi · Japán (JPN)                | Nem adták ki                                | Mitchell Gaylord · Egyesült Államok (USA)    |
| 1984, Los Angeles    | Li Ning · Kína (CHN)                        | Nem adták ki                                | Mitchell Gaylord · Egyesült Államok (USA)    |
| 1988, Szöul          | Holger Behrendt · NDK (GDR)                 | Nem adták ki                                | Sven Tippelt · NDK (GDR)                     |
| 1988, Szöul          | Dmitrij Bilozercsev · Szovjetunió (URS)     | Nem adták ki                                | Sven Tippelt · NDK (GDR)                     |
| 1992, Barcelona      | Vital Scserba · Egyesített Csapat (EUN)     | Li Csing (Li Jing) · Kína (CHN)             | Li Hsziao-suang (Li Xiaoshuang) · Kína (CHN) |
| 1992, Barcelona      | Vital Scserba · Egyesített Csapat (EUN)     | Li Csing (Li Jing) · Kína (CHN)             | Andreas Wecker · Németország (GER)           |
| 1996, Atlanta        | Jury Chechi · Olaszország (ITA)             | Dan Burincă · Románia (ROU)                 | Nem adták ki                                 |
| 1996, Atlanta        | Jury Chechi · Olaszország (ITA)             | Csollány Szilveszter · Magyarország (HUN)   | Nem adták ki                                 |
| 2000, Sydney         | Csollány Szilveszter · Magyarország (HUN)   | Dimoszthénisz Tambákosz · Görögország (GRE) | Jordan Jovcsev · Bulgária (BUL)              |
| 2004, Athén          | Dimoszthénisz Tambákosz · Görögország (GRE) | Jordan Jovcsev · Bulgária (BUL)             | Jury Chechi · Olaszország (ITA)              |
| 2008, Peking         | Csen Ji-ping (Chen Yibing) · Kína (CHN)     | Jang Vej (Yang Wei) · Kína (CHN)            | Olekszandr Vorobjov · Ukrajna (UKR)          |
| 2012, London         | Arthur Zanetti · Brazília (BRA)             | Csen Ji-ping (Chen Yibing) · Kína (CHN)     | Matteo Morandi · Olaszország (ITA)           |
| 2016, Rio de Janeiro | Eleftherios Petrounias · Görögország (GRE)  | Arthur Zanetti · Brazília (BRA)             | Denis Ablyazin · Oroszország (RUS)           |
| 2020, Tokió          | Liu Yang · Kína (CHN)                       | You Hao · Kína (CHN)                        | Eleftherios Petrounias · Görögország (GRE)   |

#### Korlát
| Olimpia           | Arany                                     | Ezüst                                         | Bronz                                         |
| 1896, Athén       | Alfred Flatow · Németország (GER)         | Louis Zutter · Svájc (SUI)                    | Nem adták ki                                  |
| 1900 Párizs       | Nem szerepelt az olimpiai programban      | Nem szerepelt az olimpiai programban          | Nem szerepelt az olimpiai programban          |
| 1904, St. Louis   | George Eyser · Egyesült Államok (USA)     | Anton Heida · Egyesült Államok (USA)          | John Duha · Egyesült Államok (USA)            |
| 1908–1920         | Nem szerepelt az olimpiai programban      | Nem szerepelt az olimpiai programban          | Nem szerepelt az olimpiai programban          |
| 1924, Párizs      | August Güttinger · Svájc (SUI)            | Robert Pražák · Csehszlovákia (TCH)           | Giorgio Zampori · Olaszország (ITA)           |
| 1928, Amszterdam  | Ladislav Vácha · Csehszlovákia (TCH)      | Josip Primožič · Jugoszlávia (YUG)            | Hermann Hänggi · Svájc (SUI)                  |
| 1932, Los Angeles | Romeo Neri · Olaszország (ITA)            | Pelle István · Magyarország (HUN)             | Heikki Savolainen · Finnország (FIN)          |
| 1936, Berlin      | Konrad Frey · Németország (GER)           | Michael Reusch · Svájc (SUI)                  | Alfred Schwarzmann · Németország (GER)        |
| 1948, London      | Michael Reusch · Svájc (SUI)              | Veikko Huhtanen · Finnország (FIN)            | Christian Kipfer · Svájc (SUI)                |
| 1948, London      | Michael Reusch · Svájc (SUI)              | Veikko Huhtanen · Finnország (FIN)            | Josef Stalder · Svájc (SUI)                   |
| 1952, Helsinki    | Hans Eugster · Svájc (SUI)                | Viktor Csukarin · Szovjetunió (URS)           | Josef Stalder · Svájc (SUI)                   |
| 1956, Melbourne   | Viktor Csukarin · Szovjetunió (URS)       | Kubota Maszami · Japán (JPN)                  | Ono Takasi · Japán (JPN)                      |
| 1956, Melbourne   | Viktor Csukarin · Szovjetunió (URS)       | Kubota Maszami · Japán (JPN)                  | Takemoto Maszao · Japán (JPN)                 |
| 1960, Róma        | Borisz Sahlin · Szovjetunió (URS)         | Giovanni Carminucci · Olaszország (ITA)       | Ono Takasi · Japán (JPN)                      |
| 1964, Tokió       | Endó Jukio · Japán (JPN)                  | Curumi Súdzsi · Japán (JPN)                   | Franco Menichelli · Olaszország (ITA)         |
| 1968, Mexikóváros | Nakajama Akinori · Japán (JPN)            | Mihail Voronyin · Szovjetunió (URS)           | Viktor Klimenko · Szovjetunió (URS)           |
| 1972, München     | Kató Szavao · Japán (JPN)                 | Kaszamacu Sigeru · Japán (JPN)                | Kenmocu Eizó · Japán (JPN)                    |
| 1976, Montréal    | Kató Szavao · Japán (JPN)                 | Nyikolaj Andrianov · Szovjetunió (URS)        | Cukahara Micuo · Japán (JPN)                  |
| 1980, Moszkva     | Alekszandr Tkacsov · Szovjetunió (URS)    | Alekszandr Gyityatyin · Szovjetunió (URS)     | Roland Brückner · NDK (GDR)                   |
| 1984, Los Angeles | Bart Conner · Egyesült Államok (USA)      | Kadzsitani Nobujuki · Japán (JPN)             | Mitchell Gaylord · Egyesült Államok (USA)     |
| 1988, Szöul       | Vlagyimir Artyomov · Szovjetunió (URS)    | Valerij Ljukin · Szovjetunió (URS)            | Sven Tippelt · NDK (GDR)                      |
| 1992, Barcelona   | Vital Scserba · Egyesített Csapat (EUN)   | Li Csing (Li Jing) · Kína (CHN)               | Ihor Korobcsinszkij · Egyesített Csapat (EUN) |
| 1992, Barcelona   | Vital Scserba · Egyesített Csapat (EUN)   | Li Csing (Li Jing) · Kína (CHN)               | Kuo Lin-jao (Guo Linyao) · Kína (CHN)         |
| 1992, Barcelona   | Vital Scserba · Egyesített Csapat (EUN)   | Li Csing (Li Jing) · Kína (CHN)               | Macunaga Maszajuki · Japán (JPN)              |
| 1996, Atlanta     | Rusztam Saripov · Ukrajna (UKR)           | Jair Lynch · Egyesült Államok (USA)           | Vital Scserba · Fehéroroszország (BLR)        |
| 2000, Sydney      | Li Hsziao-peng (Li Xiaopeng) · Kína (CHN) | I Dzsuhjong (Lee Ju-hyeong) · Dél-Korea (KOR) | Alekszej Nyemov · Oroszország (RUS)           |
| 2004, Athén       | Valerij Honcsarov · Ukrajna (UKR)         | Tomita Hirojuki · Japán (JPN)                 | Li Hsziao-peng (Li Xiaopeng) · Kína (CHN)     |
| 2008, Peking      | Li Hsziao-peng (Li Xiaopeng) · Kína (CHN) | Ju Voncshol (Yu Won-cheol) · Dél-Korea (KOR)  | Anton Fokin · Üzbegisztán (UZB)               |
| 2012, London      | Feng Csö (Feng Zhe) · Kína (CHN)          | Marcel Nguyen · Németország (GER)             | Hamilton Sabot · Franciaország (FRA)          |

#### Lólengés
| Olimpia           | Arany                                   | Ezüst                                     | Bronz                                    |
| 1896, Athén       | Louis Zutter · Svájc (SUI)              | Hermann Weingärtner · Németország (GER)   | Nem adták ki                             |
| 1900 Párizs       | Nem szerepelt az olimpiai programban    | Nem szerepelt az olimpiai programban      | Nem szerepelt az olimpiai programban     |
| 1904, St. Louis   | Anton Heida · Egyesült Államok (USA)    | George Eyser · Egyesült Államok (USA)     | William Merz · Egyesült Államok (USA)    |
| 1908–1920         | Nem szerepelt az olimpiai programban    | Nem szerepelt az olimpiai programban      | Nem szerepelt az olimpiai programban     |
| 1924, Párizs      | Josef Wilhelm · Svájc (SUI)             | Jean Gutweniger · Svájc (SUI)             | Antoine Rebetez · Svájc (SUI)            |
| 1928, Amszterdam  | Hermann Hänggi · Svájc (SUI)            | Georges Miez · Svájc (SUI)                | Heikki Savolainen · Finnország (FIN)     |
| 1932, Los Angeles | Pelle István · Magyarország (HUN)       | Omero Bonoli · Olaszország (ITA)          | Frank Haubold · Egyesült Államok (USA)   |
| 1936, Berlin      | Konrad Frey · Németország (GER)         | Eugen Mack · Svájc (SUI)                  | Albert Bachmann · Svájc (SUI)            |
| 1948, London      | Paavo Aaltonen · Finnország (FIN)       | Nem adták ki                              | Nem adták ki                             |
| 1948, London      | Veikko Huhtanen · Finnország (FIN)      | Nem adták ki                              | Nem adták ki                             |
| 1948, London      | Heikki Savolainen · Finnország (FIN)    | Nem adták ki                              | Nem adták ki                             |
| 1952, Helsinki    | Viktor Csukarin · Szovjetunió (URS)     | Jevgenyij Korolkov · Szovjetunió (URS)    | Nem adták ki                             |
| 1952, Helsinki    | Viktor Csukarin · Szovjetunió (URS)     | Hrant Sahinján · Szovjetunió (URS)        | Nem adták ki                             |
| 1956, Melbourne   | Borisz Sahlin · Szovjetunió (URS)       | Ono Takasi · Japán (JPN)                  | Viktor Csukarin · Szovjetunió (URS)      |
| 1960, Róma        | Eugen Ekman · Finnország (FIN)          | Nem adták ki                              | Curumi Súdzsi · Japán (JPN)              |
| 1960, Róma        | Borisz Sahlin · Szovjetunió (URS)       | Nem adták ki                              | Curumi Súdzsi · Japán (JPN)              |
| 1964, Tokió       | Miroslav Cerar · Jugoszlávia (YUG)      | Curumi Súdzsi · Japán (JPN)               | Jurij Capenko · Szovjetunió (URS)        |
| 1968, Mexikóváros | Miroslav Cerar · Jugoszlávia (YUG)      | Olli Laiho · Finnország (FIN)             | Mihail Voronyin · Szovjetunió (URS)      |
| 1972, München     | Viktor Klimenko · Szovjetunió (URS)     | Kató Szavao · Japán (JPN)                 | Kenmocu Eizó · Japán (JPN)               |
| 1976, Montréal    | Magyar Zoltán · Magyarország (HUN)      | Kenmocu Eizó · Japán (JPN)                | Nyikolaj Andrianov · Szovjetunió (URS)   |
| 1976, Montréal    | Magyar Zoltán · Magyarország (HUN)      | Kenmocu Eizó · Japán (JPN)                | Michael Nikolay · NDK (GDR)              |
| 1980, Moszkva     | Magyar Zoltán · Magyarország (HUN)      | Alekszandr Gyityatyin · Szovjetunió (URS) | Michael Nikolay · NDK (GDR)              |
| 1984, Los Angeles | Li Ning · Kína (CHN)                    | Nem adták ki                              | Timothy Daggett · Egyesült Államok (USA) |
| 1984, Los Angeles | Peter Vidmar · Egyesült Államok (USA)   | Nem adták ki                              | Timothy Daggett · Egyesült Államok (USA) |
| 1988, Szöul       | Dmitrij Bilozercsev · Szovjetunió (URS) | Nem adták ki                              | Nem adták ki                             |
| 1988, Szöul       | Borkai Zsolt · Magyarország (HUN)       | Nem adták ki                              | Nem adták ki                             |
| 1988, Szöul       | Ljubomir Geraszkov · Bulgária (BUL)     | Nem adták ki                              | Nem adták ki                             |
| 1992, Barcelona   | Pe Gilszu · Észak-Korea (PRK)           | Nem adták ki                              | Andreas Wecker · Németország (GER)       |
| 1992, Barcelona   | Vital Scserba · Egyesített Csapat (EUN) | Nem adták ki                              | Andreas Wecker · Németország (GER)       |
| 1996, Atlanta     | Donghua Li · Svájc (SUI)                | Marius Urzică · Románia (ROU)             | Alekszej Nyemov · Oroszország (RUS)      |
| 2000, Sydney      | Marius Urzică · Románia (ROU)           | Éric Poujade · Franciaország (FRA)        | Alekszej Nyemov · Oroszország (RUS)      |
| 2004, Athén       | Teng Haj-pin (Teng Haibin) · Kína (CHN) | Marius Urzică · Románia (ROU)             | Kasima Takehiro · Japán (JPN)            |
| 2008, Peking      | Hsziao Csin (Xiao Qin) · Kína (CHN)     | Filip Ude · Horvátország (CRO)            | Louis Smith · Nagy-Britannia (GBR)       |
| 2012, London      | Berki Krisztián · Magyarország (HUN)    | Louis Smith · Nagy-Britannia (GBR)        | Max Whitlock · Nagy-Britannia (GBR)      |

#### Nyújtó
| Olimpia           | Arany                                   | Ezüst                                         | Bronz                                         |
| 1896, Athén       | Hermann Weingärtner · Németország (GER) | Alfred Flatow · Németország (GER)             | Nem adták ki                                  |
| 1900 Párizs       | Nem szerepelt az olimpiai programban    | Nem szerepelt az olimpiai programban          | Nem szerepelt az olimpiai programban          |
| 1904, St. Louis   | Anton Heida · Egyesült Államok (USA)    | Nem adták ki                                  | George Eyser · Egyesült Államok (USA)         |
| 1904, St. Louis   | Edward Hennig · Egyesült Államok (USA)  | Nem adták ki                                  | George Eyser · Egyesült Államok (USA)         |
| 1908–1920         | Nem szerepelt az olimpiai programban    | Nem szerepelt az olimpiai programban          | Nem szerepelt az olimpiai programban          |
| 1924, Párizs      | Leon Štukelj · Jugoszlávia (YUG)        | Jean Gutweniger · Svájc (SUI)                 | Alphonse Higelin · Franciaország (FRA)        |
| 1928, Amszterdam  | Georges Miez · Svájc (SUI)              | Romeo Neri · Olaszország (ITA)                | Eugen Mack · Svájc (SUI)                      |
| 1932, Los Angeles | Dallas Bixler · Egyesült Államok (USA)  | Heikki Savolainen · Finnország (FIN)          | Einari Teräsvirta · Finnország (FIN)          |
| 1936, Berlin      | Aleksanteri Saarvala · Finnország (FIN) | Konrad Frey · Németország (GER)               | Alfred Schwarzmann · Németország (GER)        |
| 1948, London      | Josef Stalder · Svájc (SUI)             | Walter Lehmann · Svájc (SUI)                  | Veikko Huhtanen · Finnország (FIN)            |
| 1952, Helsinki    | Jack Günthard · Svájc (SUI)             | Alfred Schwarzmann · Németország (GER)        | Nem adták ki                                  |
| 1952, Helsinki    | Jack Günthard · Svájc (SUI)             | Josef Stalder · Svájc (SUI)                   | Nem adták ki                                  |
| 1956, Melbourne   | Ono Takasi · Japán (JPN)                | Jurij Tyitov · Szovjetunió (URS)              | Takemoto Maszao · Japán (JPN)                 |
| 1960, Róma        | Ono Takasi · Japán (JPN)                | Takemoto Maszao · Japán (JPN)                 | Borisz Sahlin · Szovjetunió (URS)             |
| 1964, Tokió       | Borisz Sahlin · Szovjetunió (URS)       | Jurij Tyitov · Szovjetunió (URS)              | Miroslav Cerar · Jugoszlávia (YUG)            |
| 1968, Mexikóváros | Nakajama Akinori · Japán (JPN)          | Nem adták ki                                  | Kenmocu Eizó · Japán (JPN)                    |
| 1968, Mexikóváros | Mihail Voronyin · Szovjetunió (URS)     | Nem adták ki                                  | Kenmocu Eizó · Japán (JPN)                    |
| 1972, München     | Cukahara Micuo · Japán (JPN)            | Kató Szavao · Japán (JPN)                     | Kaszamacu Sigeru · Japán (JPN)                |
| 1976, Montréal    | Cukahara Micuo · Japán (JPN)            | Kenmocu Eizó · Japán (JPN)                    | Eberhard Gienger · NSZK (FRG)                 |
| 1976, Montréal    | Cukahara Micuo · Japán (JPN)            | Kenmocu Eizó · Japán (JPN)                    | Henri Boërio · Franciaország (FRA)            |
| 1980, Moszkva     | Sztojan Delcsev · Bulgária (BUL)        | Alekszandr Gyityatyin · Szovjetunió (URS)     | Nyikolaj Andrianov · Szovjetunió (URS)        |
| 1984, Los Angeles | Moriszue Sindzsi · Japán (JPN)          | Tung Fej (Tong Fei) · Kína (CHN)              | Gusiken Kódzsi · Japán (JPN)                  |
| 1988, Szöul       | Vlagyimir Artyomov · Szovjetunió (URS)  | Nem adták ki                                  | Holger Behrendt · NDK (GDR)                   |
| 1988, Szöul       | Valerij Ljukin · Szovjetunió (URS)      | Nem adták ki                                  | Marius Gherman · Románia (ROU)                |
| 1992, Barcelona   | Trent Dimas · Egyesült Államok (USA)    | Hrihorij Miszjutyin · Egyesített Csapat (EUN) | Nem adták ki                                  |
| 1992, Barcelona   | Trent Dimas · Egyesült Államok (USA)    | Andreas Wecker · Németország (GER)            | Nem adták ki                                  |
| 1996, Atlanta     | Andreas Wecker · Németország (GER)      | Kraszimir Dunev · Bulgária (BUL)              | Fan Pin (Fan Bin) · Kína (CHN)                |
| 1996, Atlanta     | Andreas Wecker · Németország (GER)      | Kraszimir Dunev · Bulgária (BUL)              | Alekszej Nyemov · Oroszország (RUS)           |
| 1996, Atlanta     | Andreas Wecker · Németország (GER)      | Kraszimir Dunev · Bulgária (BUL)              | Vital Scserba · Fehéroroszország (BLR)        |
| 2000, Sydney      | Alekszej Nyemov · Oroszország (RUS)     | Benjamin Varonian · Franciaország (FRA)       | I Dzsuhjong (Lee Ju-hyeong) · Dél-Korea (KOR) |
| 2004, Athén       | Igor Cassina · Olaszország (ITA)        | Paul Hamm · Egyesült Államok (USA)            | Joneda Iszao · Japán (JPN)                    |
| 2008, Peking      | Cou Kaj (Zou Kai) · Kína (CHN)          | Jonathan Horton · Egyesült Államok (USA)      | Fabian Hambüchen · Németország (GER)          |
| 2012, London      | Epke Zonderland · Hollandia (NED)       | Fabian Hambüchen · Németország (GER)          | Cou Kaj (Zou Kai) · Kína (CHN)                |

#### Talaj
| Olimpia           | Arany                                        | Ezüst                                         | Bronz                                     |
| 1932, Los Angeles | Pelle István · Magyarország (HUN)            | Georges Miez · Svájc (SUI)                    | Mario Lertora · Olaszország (ITA)         |
| 1936, Berlin      | Georges Miez · Svájc (SUI)                   | Josef Walter · Svájc (SUI)                    | Konrad Frey · Németország (GER)           |
| 1936, Berlin      | Georges Miez · Svájc (SUI)                   | Josef Walter · Svájc (SUI)                    | Eugen Mack · Svájc (SUI)                  |
| 1948, London      | Pataki Ferenc · Magyarország (HUN)           | Mogyorósi-Klencs János · Magyarország (HUN)   | Zdeněk Růžička · Csehszlovákia (TCH)      |
| 1952, Helsinki    | William Thoresson · Svédország (SWE)         | Jerzy Jokiel · Lengyelország (POL)            | Nem adták ki                              |
| 1952, Helsinki    | William Thoresson · Svédország (SWE)         | Ueszako Tadao · Japán (JPN)                   | Nem adták ki                              |
| 1956, Melbourne   | Valentyin Muratov · Szovjetunió (URS)        | Aihara Nobujuki · Japán (JPN)                 | Nem adták ki                              |
| 1956, Melbourne   | Valentyin Muratov · Szovjetunió (URS)        | Viktor Csukarin · Szovjetunió (URS)           | Nem adták ki                              |
| 1956, Melbourne   | Valentyin Muratov · Szovjetunió (URS)        | William Thoresson · Svédország (SWE)          | Nem adták ki                              |
| 1960, Róma        | Aihara Nobujuki · Japán (JPN)                | Jurij Tyitov · Szovjetunió (URS)              | Franco Menichelli · Olaszország (ITA)     |
| 1964, Tokió       | Franco Menichelli · Olaszország (ITA)        | Endó Jukio · Japán (JPN)                      | Nem adták ki                              |
| 1964, Tokió       | Franco Menichelli · Olaszország (ITA)        | Viktor Liszickij · Szovjetunió (URS)          | Nem adták ki                              |
| 1968, Mexikóváros | Kató Szavao · Japán (JPN)                    | Nakajama Akinori · Japán (JPN)                | Kató Takesi · Japán (JPN)                 |
| 1972, München     | Nyikolaj Andrianov · Szovjetunió (URS)       | Nakajama Akinori · Japán (JPN)                | Kaszamacu Sigeru · Japán (JPN)            |
| 1976, Montréal    | Nyikolaj Andrianov · Szovjetunió (URS)       | Vlagyimir Marcsenko · Szovjetunió (URS)       | Peter Kormann · Egyesült Államok (USA)    |
| 1980, Moszkva     | Roland Brückner · NDK (GDR)                  | Nyikolaj Andrianov · Szovjetunió (URS)        | Alekszandr Gyityatyin · Szovjetunió (URS) |
| 1984, Los Angeles | Li Ning · Kína (CHN)                         | Lou Jün (Lou Yun) · Kína (CHN)                | Szotomura Kódzsi · Japán (JPN)            |
| 1984, Los Angeles | Li Ning · Kína (CHN)                         | Lou Jün (Lou Yun) · Kína (CHN)                | Philippe Vatuone · Franciaország (FRA)    |
| 1988, Szöul       | Szergej Harkov · Szovjetunió (URS)           | Vlagyimir Artyomov · Szovjetunió (URS)        | Iketani Jukio · Japán (JPN)               |
| 1988, Szöul       | Szergej Harkov · Szovjetunió (URS)           | Vlagyimir Artyomov · Szovjetunió (URS)        | Lou Jün (Lou Yun) · Kína (CHN)            |
| 1992, Barcelona   | Li Hsziao-suang (Li Xiaoshuang) · Kína (CHN) | Iketani Jukio · Japán (JPN)                   | Nem adták ki                              |
| 1992, Barcelona   | Li Hsziao-suang (Li Xiaoshuang) · Kína (CHN) | Hrihorij Miszjutyin · Egyesített Csapat (EUN) | Nem adták ki                              |
| 1996, Atlanta     | Joánisz Meliszanídisz · Görögország (GRE)    | Li Hsziao-suang (Li Xiaoshuang) · Kína (CHN)  | Alekszej Nyemov · Oroszország (RUS)       |
| 2000, Sydney      | Igors Vihrovs · Lettország (LAT)             | Alekszej Nyemov · Oroszország (RUS)           | Jordan Jovcsev · Bulgária (BUL)           |
| 2004, Athén       | Kyle Shewfelt · Kanada (CAN)                 | Marian Drăgulescu · Románia (ROU)             | Jordan Jovcsev · Bulgária (BUL)           |
| 2008, Peking      | Cou Kaj (Zou Kai) · Kína (CHN)               | Gervasio Deferr · Spanyolország (ESP)         | Anton Golocuckov · Oroszország (RUS)      |
| 2012, London      | Cou Kaj (Zou Kai) · Kína (CHN)               | Ucsimura Kóhei · Japán (JPN)                  | Gyenyisz Abljazin · Oroszország (RUS)     |

#### Ugrás
| Olimpia           | Arany                                          | Ezüst                                           | Bronz                                          |
| 1896, Athén       | Carl Schuhmann · Németország (GER)             | Louis Zutter · Svájc (SUI)                      | Hermann Weingärtner · Németország (GER)        |
| 1900 Párizs       | Nem szerepelt az olimpiai programban           | Nem szerepelt az olimpiai programban            | Nem szerepelt az olimpiai programban           |
| 1904, St. Louis   | George Eyser · Egyesült Államok (USA)          | Nem adták ki                                    | William Merz · Egyesült Államok (USA)          |
| 1904, St. Louis   | Anton Heida · Egyesült Államok (USA)           | Nem adták ki                                    | William Merz · Egyesült Államok (USA)          |
| 1908–1920         | Nem szerepelt az olimpiai programban           | Nem szerepelt az olimpiai programban            | Nem szerepelt az olimpiai programban           |
| 1924, Párizs      | Frank Kriz · Egyesült Államok (USA)            | Jan Koutný · Csehszlovákia (TCH)                | Bohumil Mořkovský · Csehszlovákia (TCH)        |
| 1928, Amszterdam  | Eugen Mack · Svájc (SUI)                       | Emanuel Löffler · Csehszlovákia (TCH)           | Stane Derganc · Jugoszlávia (YUG)              |
| 1932, Los Angeles | Savino Guglielmetti · Olaszország (ITA)        | Alfred Jochim · Egyesült Államok (USA)          | Edward Carmichael · Egyesült Államok (USA)     |
| 1936, Berlin      | Alfred Schwarzmann · Németország (GER)         | Eugen Mack · Svájc (SUI)                        | Matthias Volz · Németország (GER)              |
| 1948, London      | Paavo Aaltonen · Finnország (FIN)              | Olavi Rove · Finnország (FIN)                   | Mogyorósi-Klencs János · Magyarország (HUN)    |
| 1948, London      | Paavo Aaltonen · Finnország (FIN)              | Olavi Rove · Finnország (FIN)                   | Pataki Ferenc · Magyarország (HUN)             |
| 1948, London      | Paavo Aaltonen · Finnország (FIN)              | Olavi Rove · Finnország (FIN)                   | Leo Sotorník · Csehszlovákia (TCH)             |
| 1952, Helsinki    | Viktor Csukarin · Szovjetunió (URS)            | Takemoto Maszao · Japán (JPN)                   | Ono Takasi · Japán (JPN)                       |
| 1952, Helsinki    | Viktor Csukarin · Szovjetunió (URS)            | Takemoto Maszao · Japán (JPN)                   | Ueszako Tadao · Japán (JPN)                    |
| 1956, Melbourne   | Helmut Bantz · Egyesült Német Csapat (EUA)     | Nem adták ki                                    | Jurij Tyitov · Szovjetunió (URS)               |
| 1956, Melbourne   | Valentyin Muratov · Szovjetunió (URS)          | Nem adták ki                                    | Jurij Tyitov · Szovjetunió (URS)               |
| 1960, Róma        | Ono Takasi · Japán (JPN)                       | Nem adták ki                                    | Vlagyimir Portnoj · Szovjetunió (URS)          |
| 1960, Róma        | Borisz Sahlin · Szovjetunió (URS)              | Nem adták ki                                    | Vlagyimir Portnoj · Szovjetunió (URS)          |
| 1964, Tokió       | Jamasita Haruhiro · Japán (JPN)                | Viktor Liszickij · Szovjetunió (URS)            | Hannu Rantakari · Finnország (FIN)             |
| 1968, Mexikóváros | Mihail Voronyin · Szovjetunió (URS)            | Endó Jukio · Japán (JPN)                        | Szergej Gyiomidov · Szovjetunió (URS)          |
| 1972, München     | Klaus Köste · NDK (GDR)                        | Viktor Klimenko · Szovjetunió (URS)             | Nyikolaj Andrianov · Szovjetunió (URS)         |
| 1976, Montréal    | Nyikolaj Andrianov · Szovjetunió (URS)         | Cukahara Micuo · Japán (JPN)                    | Kadzsijama Hirosi · Japán (JPN)                |
| 1980, Moszkva     | Nyikolaj Andrianov · Szovjetunió (URS)         | Alekszandr Gyityatyin · Szovjetunió (URS)       | Roland Brückner · NDK (GDR)                    |
| 1984, Los Angeles | Lou Jün (Lou Yun) · Kína (CHN)                 | Mitchell Gaylord · Egyesült Államok (USA)       | Nem adták ki                                   |
| 1984, Los Angeles | Lou Jün (Lou Yun) · Kína (CHN)                 | Gusiken Kódzsi · Japán (JPN)                    | Nem adták ki                                   |
| 1984, Los Angeles | Lou Jün (Lou Yun) · Kína (CHN)                 | Li Ning · Kína (CHN)                            | Nem adták ki                                   |
| 1984, Los Angeles | Lou Jün (Lou Yun) · Kína (CHN)                 | Moriszue Sindzsi · Japán (JPN)                  | Nem adták ki                                   |
| 1988, Szöul       | Lou Jün (Lou Yun) · Kína (CHN)                 | Sylvio Kroll · NDK (GDR)                        | Pak Csonghun (Park Jong-hun) · Dél-Korea (KOR) |
| 1992, Barcelona   | Vital Scserba · Egyesített Csapat (EUN)        | Hrihorij Miszjutyin · Egyesített Csapat (EUN)   | Ju Ongnjol (Yu Ongnyeol) · Dél-Korea (KOR)     |
| 1996, Atlanta     | Alekszej Nyemov · Oroszország (RUS)            | Jo Hongcshol (Yeo Hong-cheol) · Dél-Korea (KOR) | Vital Scserba · Fehéroroszország (BLR)         |
| 2000, Sydney      | Gervasio Deferr · Spanyolország (ESP)          | Alekszej Bondarenko · Oroszország (RUS)         | Leszek Blanik · Lengyelország (POL)            |
| 2004, Athén       | Gervasio Deferr · Spanyolország (ESP)          | Jevgēņijs Saproņenko · Lettország (LAT)         | Marian Drăgulescu · Románia (ROU)              |
| 2008, Peking      | Leszek Blanik · Lengyelország (POL)            | Thomas Bouhail · Franciaország (FRA)            | Anton Golocuckov · Oroszország (RUS)           |
| 2012, London      | Jang Hakszon (Yang Hak-seon) · Dél-Korea (KOR) | Gyenyisz Abljazin · Oroszország (RUS)           | Ihor Ragyivilov · Ukrajna (UKR)                |

### Megszűnt versenyszámok

#### Hármas összetett, egyéni
| Olimpia         | Arany                        | Ezüst                                   | Bronz                             |
| 1904, St. Louis | Adolf Spinnler · Svájc (SUI) | Julius Lenhart · Egyesült Államok (USA) | Wilhelm Weber · Németország (GER) |

#### Négyes összetett, egyéni
| Olimpia         | Arany                                | Ezüst                                 | Bronz                                 |
| 1904, St. Louis | Anton Heida · Egyesült Államok (USA) | George Eyser · Egyesült Államok (USA) | William Merz · Egyesült Államok (USA) |

#### Buzogány
| Olimpia           | Arany                                  | Ezüst                                    | Bronz                                       |
| 1904, St. Louis   | Edward Hennig · Egyesült Államok (USA) | Emil Voigt · Egyesült Államok (USA)      | Ralph Wilson · Egyesült Államok (USA)       |
| 1908–1928         | Nem szerepelt az olimpiai programban   | Nem szerepelt az olimpiai programban     | Nem szerepelt az olimpiai programban        |
| 1932, Los Angeles | George Roth · Egyesült Államok (USA)   | Philip Erenberg · Egyesült Államok (USA) | William Kuhlemeier · Egyesült Államok (USA) |

#### Kötélmászás
| Olimpia           | Arany                                        | Ezüst                                      | Bronz                                    |
| 1896, Athén       | Nikólaosz Andriakópulosz · Görögország (GRE) | Thomász Xenákisz · Görögország (GRE)       | Fritz Hofmann · Németország (GER)        |
| 1900 Párizs       | Nem szerepelt az olimpiai programban         | Nem szerepelt az olimpiai programban       | Nem szerepelt az olimpiai programban     |
| 1904, St. Louis   | George Eyser · Egyesült Államok (USA)        | Charles Krause · Egyesült Államok (USA)    | Emil Voigt · Egyesült Államok (USA)      |
| 1908–1920         | Nem szerepelt az olimpiai programban         | Nem szerepelt az olimpiai programban       | Nem szerepelt az olimpiai programban     |
| 1924, Párizs      | Bedřich Šupčík · Csehszlovákia (TCH)         | Albert Séguin · Franciaország (FRA)        | August Güttinger · Svájc (SUI)           |
| 1924, Párizs      | Bedřich Šupčík · Csehszlovákia (TCH)         | Albert Séguin · Franciaország (FRA)        | Ladislav Vácha · Csehszlovákia (TCH)     |
| 1928 Amszterdam   | Nem szerepelt az olimpiai programban         | Nem szerepelt az olimpiai programban       | Nem szerepelt az olimpiai programban     |
| 1932, Los Angeles | Raymond Bass · Egyesült Államok (USA)        | William Galbraith · Egyesült Államok (USA) | Thomas Connolly · Egyesült Államok (USA) |

#### Lóugrás keresztben
| Olimpia      | Arany                               | Ezüst                                   | Bronz        |
| 1924, Párizs | Albert Séguin · Franciaország (FRA) | François Gangloff · Franciaország (FRA) | Nem adták ki |
| 1924, Párizs | Albert Séguin · Franciaország (FRA) | Jean Gounot · Franciaország (FRA)       | Nem adták ki |

#### Akrobatikus ugrás
| Olimpia           | Arany                                  | Ezüst                                | Bronz                                    |
| 1932, Los Angeles | Rowland Wolfe · Egyesült Államok (USA) | Edwin Gross · Egyesült Államok (USA) | William Hermann · Egyesült Államok (USA) |

#### Korlát, csapat
| Olimpia     | Arany | Ezüst | Bronz                                                                                                   |
| 1896, Athén | Németország (GER) · Conrad Böcker · Alfred Flatow · Gustav Flatow · Georg Hilmar · Fritz Hofmann · Friedrich Manteuffel · Karl Neukirch · Richard Röstel · Gustav Schuft · Carl Schuhmann · Hermann Weingärtner | Görögország (GRE) · Nikólaosz Andriakópulosz · Szpirídon Athanaszópulosz · Pétrosz Perszákisz · Thomász Xenákisz | Görögország (GRE) · Joánisz Hríszafosz · Fíliposz Karvelász · Dimítriosz Lúndrasz · Joánisz Mitrópulosz |

#### Nyújtó, csapat
| Olimpia     | Arany | Ezüst        | Bronz        |
| 1896, Athén | Németország (GER) · Conrad Böcker · Alfred Flatow · Gustav Flatow · Georg Hilmar · Fritz Hofmann · Friedrich Manteuffel · Karl Neukirch · Richard Röstel · Gustav Schuft · Carl Schuhmann · Hermann Weingärtner | Nem adták ki | Nem adták ki |

#### Svéd rendszerű, csapat
| Olimpia         | Arany | Ezüst | Bronz |
| 1912, Stockholm | Svédország (SWE) · Per Bertilsson · Carl Ehrenfried Carlberg · Nils Granfelt · Curt Hartzell · Oswald Holmberg · Anders Hylander · Axel Janse · Boo Kullberg · Sven Landberg · Per Nilsson · Benkt Norelius · Axel Norling · Daniel Norling · Sven Rosén · Nils Silfverskiöld · Carl Silfverstrand · John Sörenson · Yngve Stiernspetz · Karl-Erik Svensson · Karl-Johan Svensson · Knut Torell · Edvard Wennerholm · Claës-Axel Wersäll · David Wiman | Dánia (DEN) · Peter Villemoes Andersen · Valdemar Bøggild · Søren Peter Christensen · Ingvald Eriksen · George Falcke · Torkild Garp · Hans Trier Hansen · Johannes Hansen · Rasmus Hansen · Jens Kristian Jensen · Søren Alfred Jensen · Karl Kirk · Jens Kirkegaard · Olaf Kjems · Carl Larsen · Jens Peter Laursen · Marius Lefèrve · Povl Mark · Einar Olsen · Hans Pedersen · Hans Eiler Pedersen · Olaf Pedersen · Peder Larsen Pedersen · Jørgen Ravn · Aksel Sørensen · Martin Thau · Søren Thorborg · Kristen Vadgaard · Johannes Vinther | Norvégia (NOR) · Arthur Amundsen · Jørgen Andersen · Trygve Bøyesen · Georg Brustad · Conrad Christensen · Oscar Engelstad · Marius Eriksen · Aksel Hansen · Peter Hol · Eugen Ingebretsen · Olaf Ingebrigtsen · Olaf Jacobsen · Erling Jensen · Thor Jensen · Frithjof Olsen · Oscar Olstad · Edvin Paulsen · Carl Alfred Pedersen · Paul Pedersen · Realf Robach · Sigurd Smebye · Torleif Torkildsen                                 |
| 1920, Antwerpen | Svédország (SWE) · Fausto Acke · Albert Andersson · Arvid Andersson · Helge Bäckander · Bengt Bengtsson · Fabian Biörck · Erik Charpentier · Sture Ericsson · Konrad Granström · Helge Gustafsson · Åke Häger · Ture Hedman · Sven Johnson · Sven-Olof Jonsson · Karl Lindahl · Edmund Lindmark · Bengt Mohrberg · Frans Persson · Klas Särner · Curt Sjöberg · Gunnar Söderlindh · John Sörenson · Alf Svensén · Gösta Törner                         | Dánia (DEN) · Johannes Birk · Frede Hansen · Frederik Hansen · Kristian Hansen · Hans Hovgaard Jakobsen · Aage Jørgensen · Alfred Frøkjær Jørgensen · Alfred Ollerup Jørgensen · Arne Jørgensen · Knud Kirkeløkke · Jens Lambæk · Kristian Larsen · Kristian Madsen · Niels Erik Nielsen · Niels Kristian Nielsen · Dynes Pedersen · Hans Pedersen · Johannes Pedersen · Peter Dorf Pedersen · Rasmus Rasmussen · Hans Christian Sørensen · Hans Laurids Sørensen · Søren Sørensen · Georg Vest · Aage Walther                                     | Belgium (BEL) · Paul Arets · Léon Bronckaert · Léopold Clabots · Jean-Baptiste Claessens · Léon Darrien · Lucien Dehoux · Ernest Deleu · Émile Duboisson · Ernest Dureuil · Joseph Fiems · Marcel Hansen · Louis Henin · Omer Hoffman · Félix Logiest · Charles Maerschalck · René Paenhuijsen · Arnold Pierret · René Pinchart · Gaspard Pirotte · Augustien Pluys · Léopold Son · Édouard Taeymans · Pierre Thiriar · Henri Verhavert |

#### Szabadon választott gyakorlatok, csapat
| Olimpia         | Arany | Ezüst | Bronz |
| 1912, Stockholm | Norvégia (NOR) · Isak Abrahamsen · Hans Beyer · Hartman Bjørnson · Alfred Engelsen · Bjarne Johnsen · Sigurd Jørgensen · Knud Knudsen · Alf Lie · Rolf Lie · Tor Lund · Petter Martinsen · Per Mathisen · Jacob Opdahl · Nils Opdahl · Bjarne Pettersen · Frithjof Sælen · Øistein Schirmer · Georg Selenius · Sigvard Sivertsen · Robert Sjursen · Einar Strøm · Gabriel Thorstensen · Thomas Thorstensen · Nils Voss                | Finnország (FIN) · Kaarle Ekholm · Eino Forsström · Eero Hyvärinen · Mikko Hyvärinen · Tauno Ilmoniemi · Ilmari Keinänen · Jalmari Kivenheimo · Karl Lund · Aarne Pelkonen · Ilmari Pernaja · Arvid Rydman · Eino Saastamoinen · Aarne Salovaara · Heikki Sammallahti · Hannes Sirola · Klaus Suomela · Lauri Tanner · Väinö Tiiri · Karl Vähämäki · Kaarlo Vasama | Dánia (DEN) · Axel Andersen · Hjalmart Andersen · Halvor Birch · Wilhelm Grimmelmann · Arvor Hansen · Christian Hansen · Marius Hansen · Charles Jensen · Hjalmar Johansen · Poul Preben Jørgensen · Carl Krebs · Vigo Meulengracht Madsen · Lukas Nielsen · Rikard Nordstrøm · Steen Olsen · Oluf Olsson · Carl Pedersen · Kristian Pedersen · Niels Petersen · Christian Svendsen |
| 1920, Antwerpen | Dánia (DEN) · Georg Albertsen · Carl Andersen · Viggo Dibbern · Fritz Eisenöe · Aage Frandsen · Hans Trier Hansen · Hugo Helsten · Harry Holm · Herold Jansson · Robert Johnsen · Christian Juhl · Vilhelm Lange · Svend Meulengracht Madsen · Peder Marcussen · Peter Møller · Lukas Nielsen · Niels Turin-Nielsen · Oluf Olsen · Steen Olsen · Christian Pedersen · Stig Rønne · Harry Sørensen · Christian Thomas · Knud Vermehren | Norvégia (NOR) · Alf Aanning · Karl Aas · Jørgen Andersen · Gustav Bayer · Jørgen Bjørnstad · Asbjørn Bodahl · Eilert Bøhm · Trygve Bøyesen · Ingolf Davidsen · Håkon Endreson · Jacob Erstad · Harald Færstad · Hermann Helgesen · Peter Hol · Otto Johannessen · Johan Anker Johansen · Trygve Kristoffersen · Henrik Nielsen · Jacob Opdahl · Arthur Rydstrøm · Frithjof Sælen · Bjørn Skjærpe · Wilhelm Steffensen · Olav Sundal · Reidar Tønsberg · Lauritz Wigand-Larsen | Nem adták ki |

## Trambulin

### Egyéni
| Olimpia      | Arany                                      | Ezüst                                      | Bronz                                   |
| 2000, Sydney | Alekszandr Moszkalenko · Oroszország (RUS) | Ji Wallace · Ausztrália (AUS)              | Mathieu Turgeon · Kanada (CAN)          |
| 2004, Athén  | Jurij Nyikityin · Ukrajna (UKR)            | Alekszandr Moszkalenko · Oroszország (RUS) | Henrik Stehlik · Németország (GER)      |
| 2008, Peking | Lu Csun-lung (Lu Chunlong) · Kína (CHN)    | Jason Burnett · Kanada (CAN)               | Tung Tung (Dong Dong) · Kína (CHN)      |
| 2012, London | Tung Tung (Dong Dong) · Kína (CHN)         | Dmitrij Usakov · Oroszország (RUS)         | Lu Csun-lung (Lu Chunlong) · Kína (CHN) |